# Statystyka publiczna
Statystyka publiczna – system zbierania danych statystycznych, gromadzenia, przechowywania i opracowywania zebranych danych oraz ogłaszania, udostępniania i rozpowszechniania wyników badań statystycznych jako oficjalnych danych statystycznych.